# 灵姓
灵姓是中文姓氏，按《欽定古今圖書集·明倫彙編·氏族典·靈姓部》所载，来源于春秋时期宋国的一个子姓氏族，属于宋国的公族，始祖是宋文公的儿子公子围龟（字子灵），后代以公子围龟的表字灵为氏。
前586年（宋共公三年）公子围龟得罪了华元，被宋共公杀死。宋景公时，公子围龟的后代灵不缓担任左师。后代衍化为灵姓。
另一起源則是來自姜姓，是齊靈公之後裔，以謚號為氏。
此外靈姓也是越南的一個姓氏，一說現在在中國已不被用作姓氏。

## 靈姓名人

### 古代
- 靈輒，春秋時期晉國侠士，見於《左傳》[1]
- 靈不緩，春秋時期的官員[1]